# Obi (võ thuật)

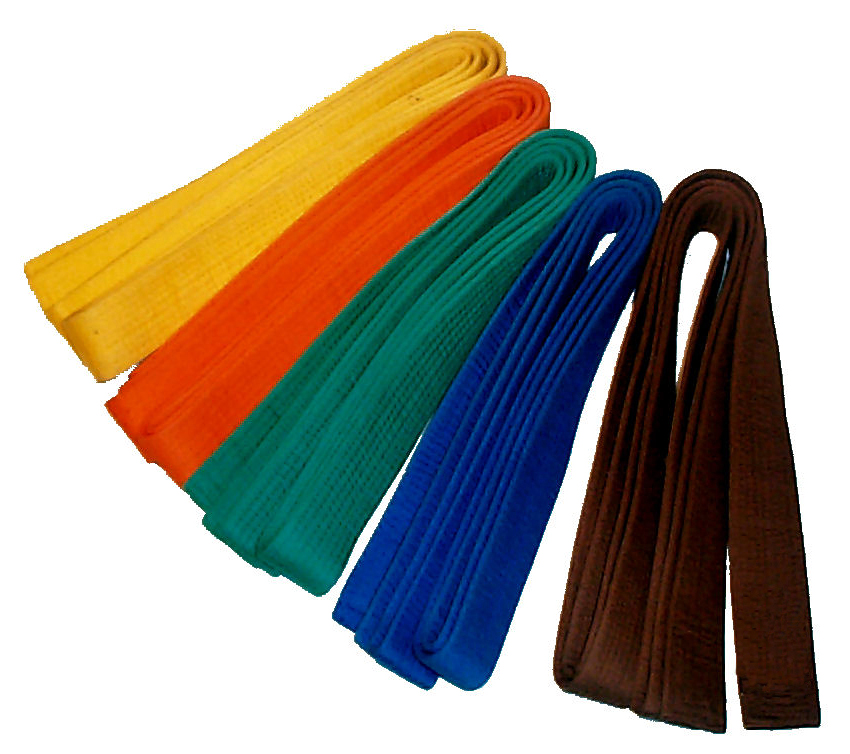
Obi cho budō. Những màu sắc từ màu vàng nâu tương ứng với các cấp độ judo kyū từ thứ 9 đến thứ nhất.

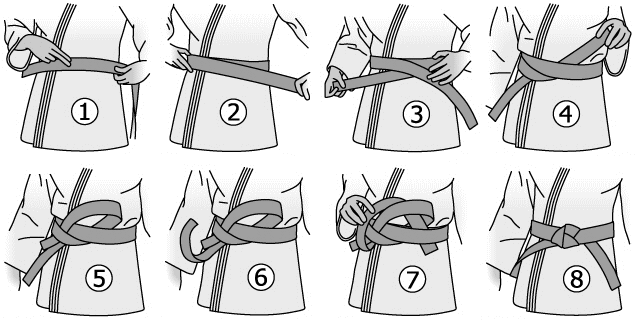
Một cách thắt obi được sử dụng trong judo, aikido và karate.

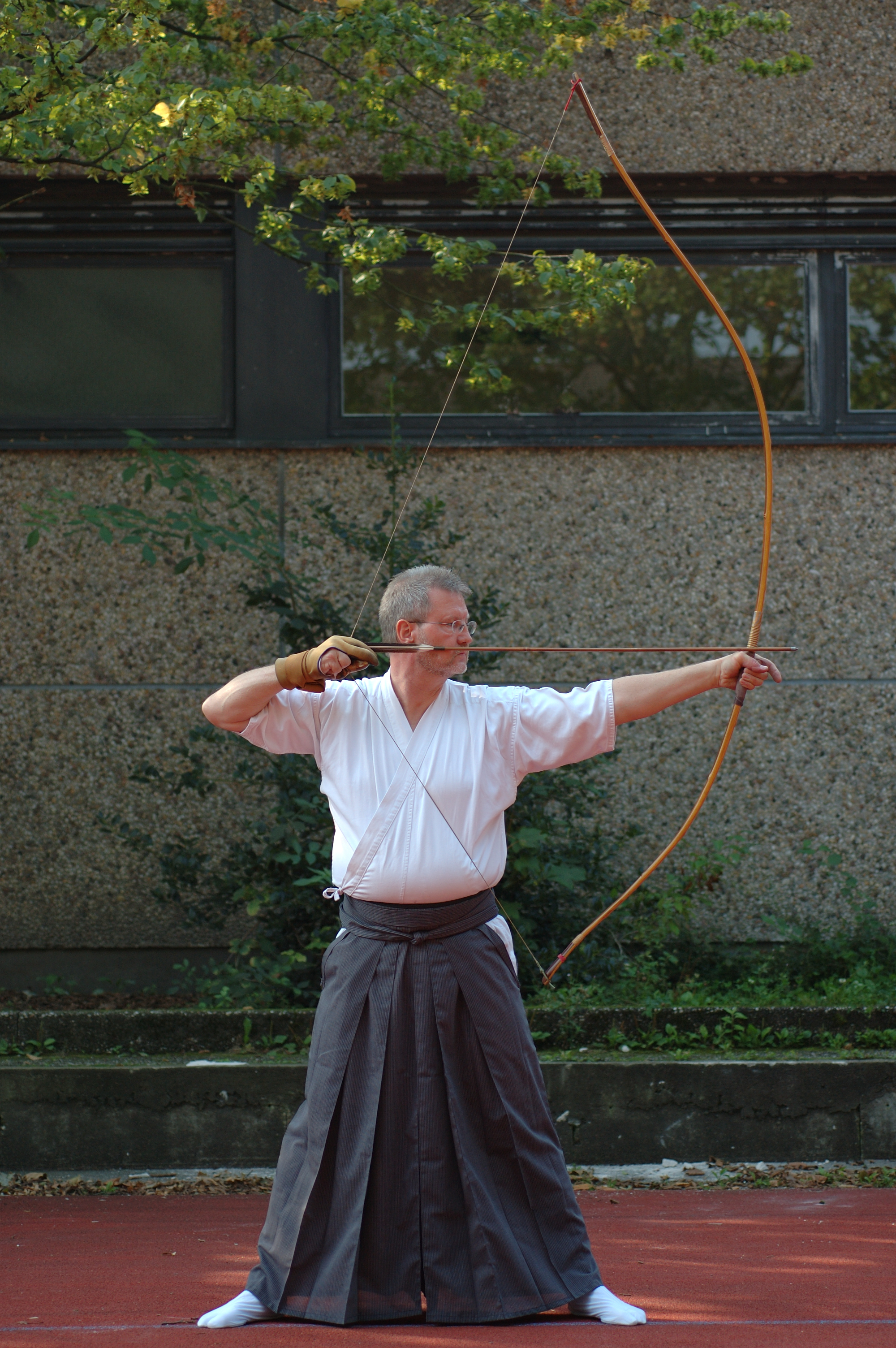
Trong một số loại võ thuật Nhật Bản, obi được giấu bên dưới hakama. Trong ảnh là một kyūdōka (người tập kyūdō) đang tập luyện.

Nhiều bộ môn võ thuật Nhật Bản có sự kết hợp khăn thắt lưng obi như một phần của bộ trang phục tập luyện của họ. Những obi này thường được may từ vải bông dày và rộng khoảng 5 cm. Các loại đai obi trong võ thuật thường hay được đeo với nút thắt koma-musubi (nút vuông), trong luyện tập khi mặc hakama, obi được thắt theo các cách khác.

## Aikido
Không giống như nhiều bộ môn võ thuật khác, người luyện tập aikido trưởng thành hầu như không đeo obi có màu, mặc dù trong một số hệ phái, các đai có màu khác được sử dụng, đặc biệt là với trẻ em. Bảng màu obi cho trẻ em bao gồm từ trắng cho cấp độ mới bắt đầu cho tới 5-kyū, các màu khác cho các cấp kyū còn lại, và đen cho các cấp từ 1-dan trở đi.
Trong một vài hệ phái aikido, việc mặc một hakama là một đặc quyền mà người luyện tập đạt được bằng cách đạt đến cấp độ dan đầu tiên. Ở các hệ phái khác, tất cả các học viên đều có thể mặc hakama. Sau khi mặc hakama, màu sắc của obi không quá quan trọng, bởi nó sẽ được trùm lên bởi hakama.

### Ví dụ về phạm vi màu sắc trong aikido
Dưới đây là một ví dụ thường gặp của màu đai obi qua mỗi cấp độ trong aikido:
| Cấp        | Màu obi                         |
| ---------- | ------------------------------- |
| 6-kyū      | vàng                            |
| 5-kyū      | cam                             |
| 4-kyū      | xanh lá cây                     |
| 3-kyū      | xanh nước biển                  |
| 2 và 1-kyū | nâu                             |
| 1-3-dan    | đen                             |
| 4-9-dan    | đen và màu đỏ, hoặc trắng và đỏ |
| 10-dan     | xanh lục thẫm                   |

Tuy nhiên, các hệ phái aikido trên toàn thế giới có thể sử dụng hệ thống của riêng mình với ít đề cập đến các hệ phái khác vẫn giữ việc sử dụng đai đen cho ít nhất một số cấp độ dan.

## Obi trong ninjutsu
Ninja obi được yêu cầu trong phạm vi JNF và WNF. Để hoàn thành hoàn hảo khoá huấn luyện ninja, bạn sẽ phải mất 50 năm, để trở thành bậc thầy trong tất cả 18 thuật hoặc ngành. Loại đai hay obi này sẽ giúp bạn kiểm tra sự tiến bộ của mình trong tất cả 18 nghệ thuật.
| Màu obi          | Cấp độ ninjutsu       |
| ---------------- | --------------------- |
| Trắng            |                       |
| Bạc              |                       |
| Vàng             | 2-dan                 |
| Cam              | 2-dan                 |
| Đỏ               |                       |
| Vàng thẫm (gold) | 8-kyu                 |
| Cam nhạt         | 2-dan và 8-5-kyu      |
| Nâu              | 5-dan và 5-kyu        |
| Xanh lá          | 2-dan                 |
| Xanh lục, tím    | 2-dan và 5-kyu        |
| Đen              | 4-dan và 10-kyu       |
| Xanh lục thẫm    | 3-dan và 10-15-15 kyu |

## Atarashii naginata
Trang phục được sử dụng cho thực hành atarashii naginata bao gồm một hakama mặc trùm lên obi. Obi luôn có màu trắng, màu sắc của nó không có ý nghĩa nào khác việc chỉ hoà trộn với màu trắng của đồng phục keikogi được mặc khi luyện tập võ thuật.

## Iaido
Trang phục mặc để luyện tập iaido bao gồm một hakama, được mặc trùm lên obi, đai bằng vải thắt lấy keikogi. Màu sắc của obi không có ý nghĩa trong iaido và thường được lựa chọn để hòa hợp với kimono hoặc hakama được mặc bởi những người luyện tập.

## Jōdō
Trang phục được sử dụng cho luyện tập jōdō bao gồm bao gồm một hakama mặc trùm lên obi. Màu sắc của obi không có ý nghĩa.

## Judo
Dưới đây là những màu sắc của obi được đeo cho việc thực hành judo. Môn sinh mới luyện tập có một bảng màu đai khác. Cũng có những bảng màu đai khác được sử dụng trên toàn thế giới.
| Cấp               | Màu obi     |
| ----------------- | ----------- |
| Người mới bắt đầu | Trắng       |
| 5-kyū             | Vàng        |
| 4-kyū             | Cam         |
| 3-kyū             | Xanh lá     |
| 2-kyū             | Xanh lục    |
| 1-kyū             | Nâu         |
| 1-5-dan           | Đen         |
| 6-8-dan           | Đỏ và trắng |
| 9 và 10-dan       | Đỏ          |

## Jujutsu
Bảng màu sắc cho obi sử dụng cho việc luyện tập jujutsu như sau:
| Cấp               | Màu obi                     |
| ----------------- | --------------------------- |
| Người mới bắt đầu | Đỏ                          |
| 10–8-kyū          | Đỏ                          |
| 7-kyū             | Trắng với sọc đỏ            |
| 6-kyū             | Vàng                        |
| 5-kyū             | Cam                         |
| 4-kyū             | Xanh lá                     |
| 3-kyū             | Xanh lục                    |
| 2-kyū             | Tím                         |
| 1-kyū             | Nâu                         |
| Shōdan-ho         | Nâu và đen ("đen tạm thời") |
| 1-5-dan           | Đen                         |
| 6-dan và cao hơn  | Đỏ và trắng                 |

Các liên đoàn jujutsu khác nhau sử dụng các màu sắc khác nhau. Một bảng màu thay thế được cho thấy bên dưới.
| Cấp               | Màu obi      |
| Người mới bắt đầu | Đỏ           |
| 8-kyū             | Trắng        |
| 7-kyū             | Vàng         |
| 6-kyū             | Cam          |
| 5-kyū             | Xanh lá      |
| 4-kyū             | Xanh lục     |
| 3-kyū             | Tím          |
| 2-kyū             | Nâu và trắng |
| 1-kyū             | Nâu          |
| 1-5-dan           | Đen          |

## Jūkendō
Trang phục được sử dụng cho thực hành jūkendō bao gồm bao gồm một hakama mặc trùm lên obi. Màu sắc của obi không có ý nghĩa.

## Karate

### Wado-ryu
Các loại obi được sử dụng trong hệ phái wado-ryu có bảng màu sắc như sau:
| Cấp               | Màu obi  |
| ----------------- | -------- |
| Người mới bắt đầu | Trắng    |
| Dưới 10-kyū       |          |
| 9-kyū             | Đỏ       |
| 8-kyū             | Vàng     |
| 7-kyū             | Cam      |
| 6-kyū             | Xanh lá  |
| 5-kyū             | Xanh lục |
| 4-kyū             | Tím      |
| 3-1-kyū           | Nâu      |
| 1-dan và cao hơn  | Đen      |

### Shotokan
Các loại obi được sử dụng trong hệ phái shotokan phong cách KUGB có bảng màu sắc như sau:
| Cấp      | Màu obi                     |
| -------- | --------------------------- |
| 10-kyū   | Trắng                       |
| 9-kyū    | Cam                         |
| 8-kyū    | Đỏ                          |
| 7-kyū    | Vàng                        |
| 6-kyū    | Xanh lá                     |
| 5-kyū    | Hồng (tím)                  |
| 4-kyū    | Hồng (tím) và một sọc trắng |
| 3-kyū    | Nâu                         |
| 2-kyū    | Nâu và một sọc trắng        |
| 1-kyū    | Nâu và hai sọc trắng        |
| 1-10-dan | Đen                         |

### Shito-Ryu
Các loại obi được sử dụng trong hệ phái Shitō-ryū có bảng màu sắc như sau:
| Cấp      | Thuần màu         |
| -------- | ----------------- |
| 10-kyū   | Trắng             |
| 9-kyū    | Vàng/trắng        |
| 8-kyū    | Vàng              |
| 7-kyū    | Cam               |
| 6-kyū    | Xanh lá           |
| 5-kyū    | Xanh lục          |
| 4-kyū    | Tím               |
| 3-kyū    | Nâu               |
| 2-kyū    | Nâu (1 sọc trắng) |
| 1-kyū    | Nâu (2 sọc trắng) |
| 1-10-dan | Đen               |
| 1-15-dan | Xanh lục thẫm     |

## Kendo
Trang phục được sử dụng cho kendo thực hành bao gồm một hakama mặc trùm lên kendogi. Đai obi là tùy chọn; nếu được đeo, màu sắc của nó không có ý nghĩa.

## Kyūdō
Những bộ trang phục được sử dụng cho thực hành kyūdō bao gồm một hakama mặc trùm lên obi. Màu sắc của obi không có ý nghĩa.

## Thái cực quyền
Trang phục được sử dụng cho Thái cực quyền có cả loại rộng và thoải mái, cũng như loại đồng phục trong luyện tập kungfu. Một số hệ phái cũng bao gồm đai có màu, nhưng không có tiêu chuẩn nào được xác lập. Họ thường tuân theo cùng bộ nguyên tắc cơ bản như kungfu, bắt đầu với màu trắng, vàng, cam, tím, xanh lục, xanh lá, nâu và đen. Một số hệ phái có thể bỏ qua một cấp bậc, những hệ phái khác có thể chia nhỏ chúng với một sọc, hay miếng vải đánh dấu.